# Den skyldige
Den skyldige (Engelstalige titel: The Guilty, de schuldige) is de Deense debuutfilm uit 2018 van regisseur Gustav Möller. De hoofdrol wordt vertolkt door Jakob Cedergren.
De eerste film van Möller (hij had voordien alleen de korte film 'In Darkness' (2015) gemaakt) speelt zich volledig af in de meldkamer van een Deense 112-alarmcentrale, en bijna de gehele tijd is de camera gericht op Cedergren, die de rol speelt van agent Asger Holm. 
De film won publieksprijzen op het Sundance Film Festival en op het Internationaal Film Festival Rotterdam (IFFR) 2018. In 2021 werd de film door Antoine Fuqua voorzien van een Amerikaanse remake met Jake Gyllenhaal in de hoofdrol onder de titel The Guilty.

## Verhaal
Overgeplaatst politieagent Asger Holm is tijdelijk werkzaam bij de alarmcentrale in afwachting van zijn proces in verband met een schietincident. Hij krijgt een noodoproep van een vrouw die ontvoerd werd. Wanneer de verbinding verbroken wordt, gaat hij op zoek naar haar met als enig hulpmiddel een telefoon. Het wordt een race tegen de klok en Holm komt tot de ontdekking dat het misdrijf veel groter is dan hij dacht.

## Rolverdeling
| Acteur                | Personage                 |
| --------------------- | ------------------------- |
| Jakob Cedergren       | Asger Holm                |
| Jessica Dinnage       | Iben Østergård (stem)     |
| Katinka Evers-Jahnsen | Mathilda Østergård (stem) |
| Johan Olsen           | Michael Berg (stem)       |
| Omar Shargawi         | Rashid (stem)             |

## Productie
De film werd geproduceerd met een budget van €500.000 en werd helemaal opgenomen in een 112-meldkamer, met drie camera's. "Toen we nog met het script bezig waren, kregen we vaak het advies dat we even weg moesten uit die meldkamer," vertelt Möller in de VPRO-gids in 2018 met een glimlach. "Veel mensen waren bang dat het saai zou worden. Toen de film eenmaal af was, heb ik dat van niemand meer gehoord."
Het idee voor de film ontstond toen Möller een YouTube clip hoorde met een echt 112-gesprek. Samen met co-auteur Emil Nygaard Albertsen is Möller toen onderzoek gaan doen op verschillende alarm-centrales, waarbij ze daar nachtdiensten bijwoonden. Er bleken nogal wat gedegradeerde agenten daar tegen hun wil te zitten. 
De film werd uiteindelijk in dertien dagen opgenomen in twee ruimten: de meldkamer en een ruimte ernaast, waar de andere acteurs zaten. Van die andere acteurs horen we alleen de stemmen via de telefoon.

## Première
Den skyldige ging op 21 januari 2018 in première op het Sundance Film Festival in Park City (Utah), in de World Cinema Dramatic Competition en verwierf een publieksprijs.

## Prijzen en nominaties
- 2018 Publieksprijs Sundance Film Festival[6]
- 2018 Publieksprijs en Jeugd-juryprijs International Film Festival Rotterdam[7]
- 2018 Nominatie VPRO Big Screen Award[7]
- 2019 Robert voor beste Deense film
- 2019 Robert voor beste mannelijke acteur voor Jakob Cedergren
- 2019 Bodil voor beste mannelijke acteur voor Jakob Cedergren

## Ontvangst
Den skyldige kreeg goede recensies. Mei 2021 waren op 'Rotten Tomatoes' in totaal 118 recensies geregistreerd met een score van 97%. De publieksscore was 87%. De recensenten waren het erover eens dat de film strak en intelligent was gemaakt en dat er goed werd geacteerd. De film wordt beschreven als "high-concept thriller", waar maximale impact wordt behaald met een handvol basale en effectieve ingrediënten.
Ook in Nederland en België waren de recensies lovend. Daniël Beenen noemde in 'Filmtotaal' de film "een zeldzaam sterk filmdebuut". Gerhard Busch roemde in de VPRO-gids in 2018 ook de "meesterlijke debuutfilm" van Möller en schreef twee jaar later over "zenuwslopend minimalisme".
Luc Joris schreef in Knack over "een claustrofobische telefoonthriller".